# Ligne Tokushima
La ligne Tokushima (徳島線, Tokushima-sen) est une ligne ferroviaire de la compagnie JR Shikoku située dans la préfecture de Tokushima, à Shikoku au Japon. Elle relie la gare de Sako à Tokushima à la gare de Tsukuda à Miyoshi.

## Histoire
Le premier tronçon de la ligne a été construit entre Tokushima et Kawata par la compagnie Tokushima Railway et est entré en service 16 février 1899. La ligne est nationalisée en 1907
La ligne est ensuite prolongée à Awa-Ikeda en 1914 pour la connexion avec la ligne Dosan.

## Caractéristiques

### Ligne
- Longueur : 67,5 km
- Ecartement : 1 067 mm
- non électrifié

### Services et interconnexions
La ligne est empruntée par des trains locaux (omnibus) et par les trains express Tsurugisan.
À Sako, tous les trains continuent sur la ligne Kōtoku jusqu'à Tokushima. À Tsukuda, tous les trains continuent sur la ligne Dosan jusqu'à Awa-Ikeda.

### Gares

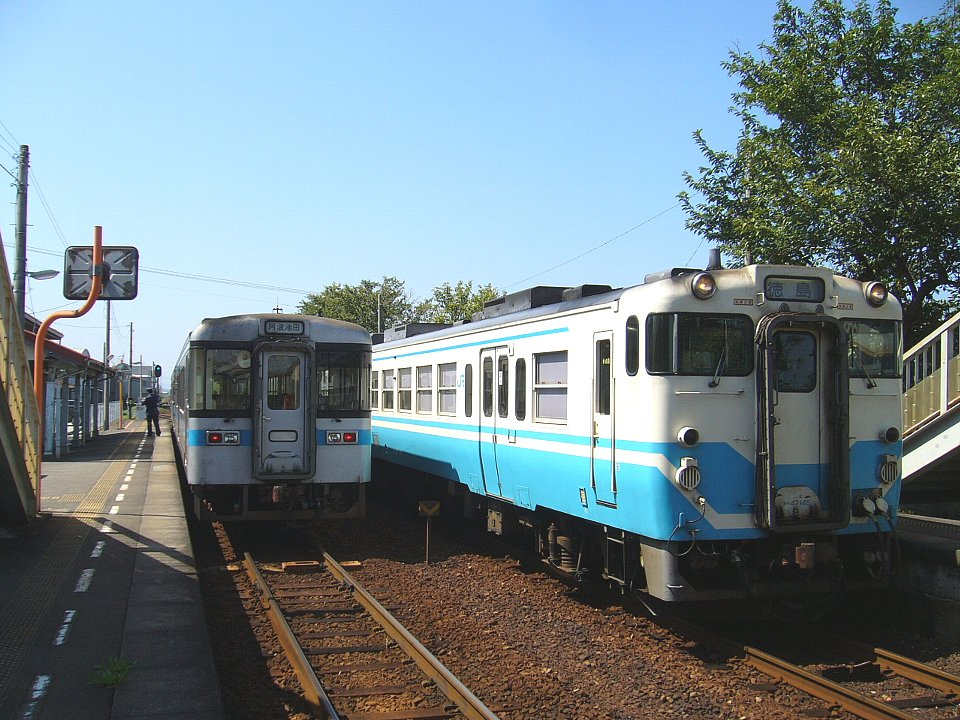
Croisement de trains à Kō.

| Numéro | Gare          | Nom japonais | Distance depuis Sako (km) | Correspondances                      | Localisation   |
| ------ | ------------- | ------------ | ------------------------- | ------------------------------------ | -------------- |
| B01    | Sako          | 佐古         | 0                         | JR Shikoku : Kōtoku (interconnexion) | Tokushima      |
| B02    | Kuramoto      | 蔵本         | 1,9                       |                                      | Tokushima      |
| B03    | Akui          | 鮎喰         | 3,0                       |                                      | Tokushima      |
| B04    | Kō (ja)       | 府中         | 5,2                       |                                      | Tokushima      |
| B05    | Ishii         | 石井         | 8,9                       |                                      | Ishii          |
| B06    | Shimoura      | 下浦         | 11,2                      |                                      | Ishii          |
| B07    | Ushinoshima   | 牛島         | 13,7                      |                                      | Yoshinogawa    |
| B08    | Oezuka        | 麻植塚       | 15,7                      |                                      | Yoshinogawa    |
| B09    | Kamojima      | 鴨島         | 17,5                      |                                      | Yoshinogawa    |
| B10    | Nishi-Oe      | 西麻植       | 19,4                      |                                      | Yoshinogawa    |
| B11    | Awa-Kawashima | 阿波川島     | 21,3                      |                                      | Yoshinogawa    |
| B12    | Gaku          | 学           | 24,8                      |                                      | Yoshinogawa    |
| B13    | Yamase        | 山瀬         | 27,6                      |                                      | Yoshinogawa    |
| B14    | Awa-Yamakawa  | 阿波山川     | 29,8                      |                                      | Yoshinogawa    |
| B15    | Kawata        | 川田         | 32,7                      |                                      | Yoshinogawa    |
| B16    | Anabuki       | 穴吹         | 37,2                      |                                      | Mima           |
| B17    | Oshima        | 小島         | 42,9                      |                                      | Mima           |
| B18    | Sadamitsu     | 貞光         | 48,1                      |                                      | Tsurugi        |
| B19    | Awa-Handa     | 阿波半田     | 50,3                      |                                      | Tsurugi        |
| B20    | Eguchi        | 江口         | 56,3                      |                                      | Higashimiyoshi |
| B21    | Mikamo        | 三加茂       | 58,8                      |                                      | Higashimiyoshi |
| B22    | Awa-Kamo      | 阿波加茂     | 60,9                      |                                      | Higashimiyoshi |
| B23    | Tsuji         | 辻           | 66,0                      |                                      | Miyoshi        |
| B24    | Tsukuda (ja)  | 佃           | 67,5                      | JR Shikoku : Dosan (interconnexion)  | Miyoshi        |